# 阿波沖海戦小公園
阿波沖海戦小公園（あわおきかいせんしょうこうえん）は、徳島県海部郡美波町由岐にある公園。

## 地理
1868年（慶長4年）に勃発した阿波沖海戦で薩摩藩の乗組員が上陸した現在の由岐漁港に整備した公園。
公園の中には当時の大砲を原寸大に復元したものや軍艦乗組員の石碑がある。近くの、JR牟岐線「由岐駅」にはより詳しい説明版がある。

## 施設
- 大砲
- 軍艦乗組員の石碑

## 交通
- JR牟岐線「由岐駅」から徒歩で１５分、JR「日和佐駅」より車で約15分。
- 徳島自動車道「徳島インターチェンジ」より車で約60分。